# Fosfato acetiltransferasi
La fosfato acetiltransferasi è un enzima appartenente alla classe delle transferasi, che catalizza la seguente reazione:
acetil-CoA + fosfato ⇄ CoA + acetil fosfato
L'enzima agisce anche con altri acil-CoA a catena corta. Esso è presente nella fermentazione acido-mista tipica degli enterobatteri, permettendo la produzione di acetilfosfato utile alla fosforilazione a livello del substrato, secondo la reazione: 
acetilfosfato + ADP ⇄ Acetato + ATP 
catalizzata dall`acetochinasi.